# Princess Ida

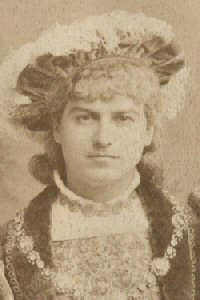
El tenor Henry Bracy caracterizado como Hilarion, uno de los personajes de la obra, 1884

Princess Ida, or Castle Adamant, es una ópera cómica con música de Arthur Sullivan y libreto en inglés de W. S. Gilbert. Fue la octava ópera creada en colaboración, sobre un total de catorce. Se estrenó en el Teatro Savoy el 5 de enero de 1884, y tuvo 246 representaciones. La pieza relata la historia de una princesa que encuentra una universidad para mujeres que enseña que las mujeres son superiores a los hombres y que ellas deben dirigir. El príncipe con el que está casada entra con dos de sus amigos en la universidad disfrazados de mujeres. Son descubiertos y empieza entonces una guerra literaria entre los dos sexos.